# Distrito de Munger
Munger (en bihari; मुंगेर जिला) es un distrito de India en el estado de Bihar. Código ISO: IN.BR.MG.
Comprende una superficie de 1 419 km².
El centro administrativo es la ciudad de Munger.

## Demografía
Según censo 2011 contaba con una población total de 1 359 054 habitantes.